# Báctria

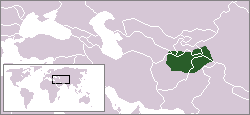
Mapa da Ásia Central com a localização da Báctria,

Báctria ou Bactriana (em grego clássico: Βακτριανή; romaniz.: Bactriané; em latim: Bactria; em persa: Bākhtar; em chinês: Da Xia) é uma região histórica cuja capital era a cidade de Bactro. Fazia parte da região persa do Coração e hoje integra o Afeganistão, Tajiquistão, Uzbequistão, Paquistão e China. Se localizava ao norte do Indocuche e ao sul do rio Amu Dária (ou Oxo).

## Geografia
De acordo com Pierre Lericheː

Báctria, o território do qual Bactra [Balque] era a capital, originalmente consistia na área ao sul do Amu Dária, com seu cordão de oásis agriculturáveis dependentes de água tirada dos rios Balque, Tascurgã, Cunduz, Sar-e Pol e Xirim Tagao. Essa região teve um grande papel na história da Ásia Central. Em certas épocas, os limites políticos de Báctria se estenderam muito além dos limites geográficos da planície bactriana.

## Língua
A língua bactriana pertence ao ramo iraniano da sub-família indo-iraniana da família indo-europeia.

## História

### Complexo Arqueológico Báctria-Margiana
O Complexo Arqueológico Báctria-Margiana, também chamado Civilização do Oxo, é a moderna designação arqueológica para a cultura da Idade do Bronze da Ásia Central, datada de aproximadamente 2200–1700 a.C., localizada no leste do atual Turcomenistão, norte do Afeganistão, sul do Usbequistão e oeste do Tajiquistão, centrada no alto rio Amu Dária (Oxo), e cobrindo a antiga Báctria. Seus sítios arqueológicos foram descobertos e nomeados pelo arqueólogo soviético Viktor Sarianidi em 1976. "Báctria" era o nome grego para o persa antigo "Bāxtriš" (do nativo *Bāxçiš) (nomeado em referência a sua capital Bactra, atualmente Balkh), no que é, hoje, o norte do Afeganistão. Já "Margiana" era o nome grego para a satrapia persa de Margu, cuja capital era Merv, no atual Turcomenistão.
O antigo historiador grego Ctésias de Cnido (c. 400 a.C.), seguido por Diodoro Sículo, alegou que o lendário rei assírio Nino derrotou um rei bactriano chamado Oxiartes em aproximadamente 2 140 a.C., ou aproximadamente mil anos antes da Guerra de Troia. Desde a decifração da escrita cuneiforme no século XIX, entretanto, que permitiu a leitura dos registros assírios, os historiadores passaram a dar pouco valor a essa afirmação.
Uma teoria diz que a região foi lar de povos indo-iranianos que se deslocaram para o Irã e para a Índia por volta de 2500–2000 a.C. Posteriormente, a região se tornou a província do norte do Império Aquemênida. Nesta região, onde o solo fértil do montanhoso país é rodeado pelo deserto Turaniano, teria nascido e conseguido seus primeiros adeptos o profeta Zoroastro. A língua avéstica, na qual foram escritos os trechos mais antigos do Avestá zoroastriano, foi uma das velhas línguas iranianas, e tida como a mais velha das línguas iranianas do leste.

### Ciro, o Grande
Ernst Herzfeld sugeriu que, antes de sua anexação ao Império Persa por Ciro II no século VI a.C., Báctria pertenceu ao Império Medo. O domínio medo sobre a Báctria é sugerido por Ctésias, que relaciona a submissão desta região ao rei Ciro devido à sua aparente legitimidade ao trono medo, mas isso é questionável.
Junto com a Margiana, formava a décima segunda satrapia do Império Persa. Depois que Dario III foi derrotado por Alexandre, o , o sátrapa da Báctria, Besso, tentou organizar uma resistência nacional mas foi capturado por outros chefes militares e entregue a Alexandre. Ele foi, então, torturado e morto.

### Alexandre, o Grande
Historicamente, a região foi lar de um povo indo-europeu hábil no combate com cavalaria, a qual era uma das melhores do mundo até então. Mas isso não foi suficiente para parar Alexandre, o Grande, embora este tenha ficado gravemente ferido num combate contra eles e ficado temporariamente cego. A região foi incorporada ao seu recém-formado Império Macedônio. Alexandre conquistou Sogdiana. Entretanto, no sul, além do rio Oxo, ele encontrou forte resistência. Depois de dois anos de guerra e forte insurgência, Alexandre conseguiu manter um controle frágil sobre Báctria. Depois da morte de Alexandre, Diodoro Sículo conta que Filipe ficou encarregado do controle de Báctria, mas Marco Juniano Justino conta que foi Amintas quem recebeu esse encargo. Depois do Tratado de Triparadisso, tanto Diodoro Sículo quanto Arriano concordam que o sátrapa Estasanor adquiriu o controle de Báctria. Por fim, o império de Alexandre foi dividido entre os generais de seu exército. Báctria tornou-se, então, parte do Império Selêucida, que foi nomeado em referência a seu fundador, Seleuco I Nicátor.

### Império Selêucida
Os macedônios, especialmente Seleuco I e seu filho Antíoco I Sóter, estabeleceram o Império Selêucida e fundaram muitas cidades gregas. A língua grega antiga tornou-se a dominante na região durante algum tempo.
O paradoxo de que a presença grega é mais proeminente em Báctria do que em áreas bem mais próximas à Grécia pode possivelmente ser explicada pela ocorrência de deportações de gregos para Báctria no passado. Por exemploː durante o reinado de Dario I, os habitantes da cidade grega de Barca (Cirenaica) foram deportados para Báctria por se recusar a entregar assassinos. Além disso, Xerxes I também instalou os Branquidas em Báctriaː eles eram descendentes de sacerdotes gregos que haviam vivido em Dídimos e que haviam traído o templo. Heródoto ainda registra um comandante persa que ameaçou escravizar as filhas dos revoltosos da Revolta Jônica e enviá-las para a Báctria. Entretanto, estes poucos exemplos não são indicativos de deportação em massa de gregos para a Ásia Central.

### Reino Greco-Báctrio
Consideráveis dificuldades enfrentadas pelos reis selêucidas e os ataques de Ptolemeu II Filadelfo deram, a Diódoto I, a oportunidade de declarar a independência de Báctria em aproximadamente 245 a.C. e conquistar a Sogdiana. Diódoto foi o fundador do Reino Greco-Báctrio. Ele e seus sucessores conseguiram se manter diante dos ataques dos selêucidas, particularmente de Antíoco III Magno, que foi definitivamente derrotado pela República Romana em 190 a.C.
Os greco-báctrios eram tão poderosos que eles foram capazes de expandir seu território até a Índia.
Quanto a Báctria, uma parte se localiza ao longo de Aria em direção ao norte, embora sua maior parte se localize acima e a leste de Aria. E grande parte dela produz tudo com exceção de azeite. Os gregos que levaram Báctria à revolta se tornaram tão poderosos por causa da fertilidade do país do qual se tornaram senhores, não apenas Báctria e arredores, mas também a Índia, como diz Apolodoro de Artemitaː e mais tribos foram conquistadas por eles do que por Alexandre...
Os greco-bactrianos usavam a língua grega antiga para fins administrativos. A língua bactriana local foi helenizada, com a adoção do alfabeto grego e de algumas palavras gregas.

### Reino Indo-Grego
O rei bactriano Eutidemo I e seu filho Demétrio I de Báctria cruzaram o Indocuche e começaram a conquista do vale do Indo. Por um curto período, eles concentraram grande poderː um grande reino grego parecia estar se iniciando no leste. Mas o império foi dilacerado por rivalidades internas e contínuas usurpações. Quando Demétrio avançou a leste do rio Indo, um de seus generais, Eucrátides, se autoproclamou rei de Báctria. Eucrátides I, assim como Ptolomeu, Alexandre e Seleuco, fundou uma cidade com seu nomeː Eucratideia. Em seguida, muitas províncias do reino também proclamaram a independência, e começaram a guerrear entre si.
Muitos dos governantes desses reinos somente são conhecidos atualmente devido a suas moedas, muitas das quais foram encontradas no Afeganistão. Essas guerras minaram a posição dominante dos gregos. Depois de Demétrio e Eucrátides, os reis abandonaram o padrão ático de cunhagem e introduziram padrões locais, sem dúvida para ganhar apoio fora da minoria grega.
No vale do Indo, isso foi ainda mais longe. O rei indo-grego Menandro I (conhecido como Milinda na Índia), reconhecido como um grande conquistador, se converteu ao budismo. Seus sucessores conseguiram se manter no poder até o último rei indo-grego, Estrato II, que governou o Panjabe até por volta de 55 a.C. Outras fontes, no entanto, dizem que Estrato II reinou até o ano 10.
chinês: 大夏, pinyin: Dàxià

### Dáxia, Tucara e Tocaristão
Dáxia, Ta-Hsia ou Ta-Hia (em em chinês: 大夏, pinyin: Dàxià) era o nome dado na Antiguidade pelos chineses han para Tucara (ou Tocara), a parte central de Báctria. O nome "Dáxia" aparece em chinês a partir do século III a.C. para designar um pouco conhecido reino localizado em algum lugar a oeste da China. Isto era, possivelmente, consequência dos primeiros contatos entre a China e o reino Greco-Báctrio.
Durante o século II a.C., os greco-báctrios foram conquistados por tribos indo-europeias nômades vindas do norte, começando pelos sacas (160 a.C.). Os sacas, por sua vez, foram derrotados pelos Da Iuechi ("Iuechis Maiores") nas décadas subsequentes. Os Iuechis já haviam conquistado Báctria na época da visita do emissário chinês Zhang Qian (por volta de 127 a.C.) o qual havia sido enviado pelo imperador Han para investigar as terras a oeste da China. A primeira menção a estes eventos na literatura europeia apareceu no século I a.C., quando Estrabão descreve como "os ásios, pásios, tocários e sacaráulos" participaram da "destruição do reino Greco-Báctrio". Ptolemeu, subsequentemente, mencionou o papel central dos tocaros junto às outras tribos de Báctria. A região de Tucara (ou Tocara) incluía áreas que se tornariam partes da província de Surcã Dária no Usbequistão, do sul do Tajiquistão e do norte do Afeganistão. Os tocaros falavam uma língua que se tornaria conhecida como bactriana - uma língua iraniana. Os tocaros e sua língua não devem ser confundidos com os tocarianos, que viveram na Bacia do Tarim entre o século III e o IX, ou com as línguas tocarianas, que formam um outro ramo das línguas indo-europeias.
O nome "Dáxia" foi usado nos Registros do Historiador de Sima Qian. Baseado nos registros de Zhang Qian, o livro retrata Dáxia como uma importante civilização urbana com aproximadamente 1 000 000 de habitantes, vivendo em cidades muradas sob o comando de pequenos reis de cidades ou magistrados. Daxia era um país rico, com grandes mercados e comércio de uma variedade incrível de produtos que vinham de regiões tão distantes como o sul da China. Na época em que foi visitada por Zhang Qian, a região já não tinha um rei principal, e os bactrianos estavam sob a suserania dos iuechis. Zhang Qian descreveu uma sociedade sofisticada porém desmoralizada, que tinha medo da guerra. Através dessas observações, o imperador chinês Wu de Han ficou informado sobre a sofisticação das civilizações urbanas de Fergana, Báctria e Pártia, e ficou interessado em desenvolver relações comerciais com elas.
O Filho do Céu, ao ouvir tudo isso, raciocinou que Dayuan e as possessões de Daxia e Anxi Pártia são grandes países, cheios de coisas raras, com uma população vivendo em moradias fixas e entregue a ocupações de certa forma semelhantes às das populações Han, mas com exércitos fracos, e que valoriza muito os produtos da China.
Estes contatos levaram ao imediato envio de embaixadas chinesas, que ajudaram a desenvolver o comércio ao longo da Rota da Seda. Cujula Cadefises, o xihou (príncipe) dos iuechis, unificou a região no começo do século I e lançou as fundações do poderoso porém curto Império Cuchana. No século III, Tocara estava sob o controle dos indo-sassânidas (kushanshas). A forma "Tocaristão" - o sufixo sânscrito stan significa "lugar de" - apareceu pela primeira vez no século IV em textos budistas como o Vibasasastra. Durante o século V, Báctria foi controlada pelos quionitas e os heftalitas, mas, subsequentemente, foi reconquistada pelos sassânidas.

### Introdução do islã
Em meados do século VII, o islã, sob o Califado Ortodoxo, conquistou grande parte do Oriente Médio e da região ocidental da Ásia Central. Em 663, o Califado Omíada atacou a dinastia budista xaí no Tocaristão. As forças omíadas adquiriram o controle da área ao redor de Bactro, incluindo o mosteiro budista em Naa Viara, forçando os xaís a recuarem ao vale de Cabul. No século VIII, um persa de Bactro conhecido como Samã Cuda trocou o zoroastrismo pelo islamismo durante o reinado omíada. Seus filhos fundaram o Império Samânida (r. 875–999). A língua persa se tornou, então, a língua oficial, passando a ter um status superior ao da língua bactriana, pois era a língua dos governantes muçulmanos. Eventualmente, o persa substituiu o bactriano como a língua mais comum, não só pelo seu tratamento preferencial como também pela colonização.

## Povo bactriano
Os habitantes de Báctria eram chamados bactrianos. Muitas rotas comerciais importantes provenientes da Índia e da China passavam por Báctria desde a Idade do Bronze, o que permitiu uma considerável acumulação de riqueza por parte da população nômade. A primeira civilização protourbana da área surgiu por volta do segundo milênio antes de Cristo.
O controle dessas lucrativas rotas comerciais, no entanto, atraiu o interesse estrangeiro e, no século VI a.C., os bactrianos foram conquistados pelo Império Aquemênida. No século IV a.C., foram conquistados por Alexandre, o Grande. Essas conquistas marcaram o fim da independência bactriana. A partir de 304 a.C. aproximadamente, a região tornou-se parte do Império Selêucida. A partir de 250 a.C. aproximadamente, tornou-se o centro do reino Greco-Báctrio, governado pelos descendentes dos gregos que haviam chegado à região após a chegada das tropas de Alexandre.
Os greco-báctrios, conhecidos em sânscrito como iavana, trabalharam em cooperação com a aristocracia bactriana local. Por volta do início do século II a.C., os greco-báctrios haviam criado um expressivo império que se estendia para o sul até o noroeste indiano. Por volta de 135 a.C., no entanto, esse reino foi destruído por invasores iuechis, que criariam o poderoso Império Cuchana.
Os bactrianos foram descritos na Geografia de Estrabãoː

Inicialmente, os sogdianos e bactrianos não diferiam muito dos nômades em seu modo de vida e costumes, embora os bactrianos fossem um pouco mais civilizados. Entretanto, destes, como de outros, Onesícrito de Astipaleia não mostra os melhores traços, dizendo, por exemplo, que quem já se mostra inválido por causa de idade avançada ou doença é jogado vivo como alimento para cães mantidos exclusivamente para esse propósito, os quais são chamados, na língua local, de 'agentes funerários'. A área fora das muralhas das cidades é limpa, porém a área dentro das muralhas é cheia de ossos humanos. Alexandre modificou esse costume.
Os báctrios falavam bactriano, uma língua iraniana do nordeste, descendente da língua avéstica. O bactriano se extinguiu e foi substituído por línguas iranianas do nordeste como a língua pastó, o idga, o munji e a língua ishkashimi. A Enciclopédia Irânica dizː

O bactriano, portanto, ocupa uma posição intermediária entre o pastó e o idga-munji por um lado, e a língua sogdiana, a língua corásmia e a língua parta por outro lado. Está, portanto, no seu lugar natural e correto em Báctria.
As principais religiões da região antes do advento do islã foram o zoroastrismo e o budismo. De acordo com Richard Nelson Frye, reputado especialista em história da Ásia e do Irã, a migração persa para a Ásia Central pode ser considerada o começo da moderna nação tajique, e os persas étnicos, juntamente com alguns elementos dos bactrianos do leste do Irã e os sogdianos, podem ser considerados os principais ancestrais dos modernos tajiques. A Encyclopædia Britannica dizː

Os tajiques são os descendentes diretos dos povos iranianos cuja contínua presença na Ásia Central e no norte do Afeganistão é atestada desde meados do primeiro milênio antes de Cristo. Os ancestrais dos tajiques constituem o núcleo da antiga população da Corásmia e Báctria, que formavam parte da Transoxiana (Sogdiana). Eles foram incluídos nos impérios persa e de Alexandre Magno, e se misturaram com outros invasores como os cuchanas e os heftalitas entre o séculos I e VI. Ao longo do tempo, o dialeto iraniano do leste usado pelos antigos tajiques deu lugar ao persa, um dialeto ocidental falado no Irã e no Afeganistão.